# سوورتو
سوورتو (به ایتالیایی: Suvereto) یک کومونه در ایتالیا است که در استان لیورنو واقع شده‌است.

## خصوصیات
سوورتو ۹۲٫۹ کیلومترمربع مساحت و ۳٬۱۱۸ نفر جمعیت دارد و ۹۰ متر بالاتر از سطح دریا واقع شده‌است.

## خواهرخوانده
شهر Bir Gandus خواهرخواندهٔ سوورتو هست.